# バビロニア神話
バビロニア神話（バビロニアしんわ）は、メソポタミアのあたりに伝わる神話・伝説のことである。

## 神話の特徴
これは『二つの川の間』という意味のメソポタミア（現在のシリアやイラクの地方）の神話である。
紀元前3千年頃のシュメール文明で生まれたシュメール神話を起源とし、バビロニア王ハンムラビがアッシリアを制圧した紀元前1750年頃に成立した。その中には一部、旧約聖書の創世記モデルとなったような部分も存在する。（ウトナピシュティムの洪水物語がノアとノアの箱舟の大洪水物語の原型となったとする説もある）
この神話で有名な部分は天地創造や半神の英雄ギルガメシュの冒険などが挙げられる。

## 神話の確立
現在知られている神話の形に成るまで三つの段階がある。
最初にシュメール人が考えたシュメール神話である。これは楔形文字で粘土板に書かれた、世界最古の神話とされる。
次にシュメール人を支配したアッカド人が継承したアッカド神話である。アッカド神話は大きくバビロニア神話とアッシリア神話に分かれるが、これは言語の違いだけであり、内容にほとんど差はない。
その大部分はシュメール神話に類似、或いはそのままの状態で継承されている。特に神々の名前など、シュメール神話同様のものが扱われる。そして、この段階でほぼ現在に知られている古代メソポタミア地域の神話は確立した。
これらを総称してメソポタミア神話、あるいは古代オリエント神話とも呼ばれている。ただしオリエントというとカナンのカナン神話の系統（ウガリット神話、フェニキア神話）や、ヒッタイト神話、エジプト神話なども含む場合がある。